# NGC 7044
NGC 7044 est un vieil amas ouvert situé dans la constellation du Cygne. Il a été découvert par l'astronome germano-britannique William Herschel en 1786.
Selon la classification des amas ouverts moyenne (II) et dont les magnitudes se répartissent sur un intervalle moyen (le chiffre 2),. Le site Lynga considère que la concentration de cet amas est forte (I) et que les magnitudes se répartissent sur un petit intervalle (le chiffre 1). Lynda indique également que l'amas compte 60 étoiles, ce qui est en contradiction avec sa classification.

## Observation
Avec une magnitude visuelle de 12, on peut observer l'amas avec un télescope dont l'ouverture est d'au moins 200 mm.

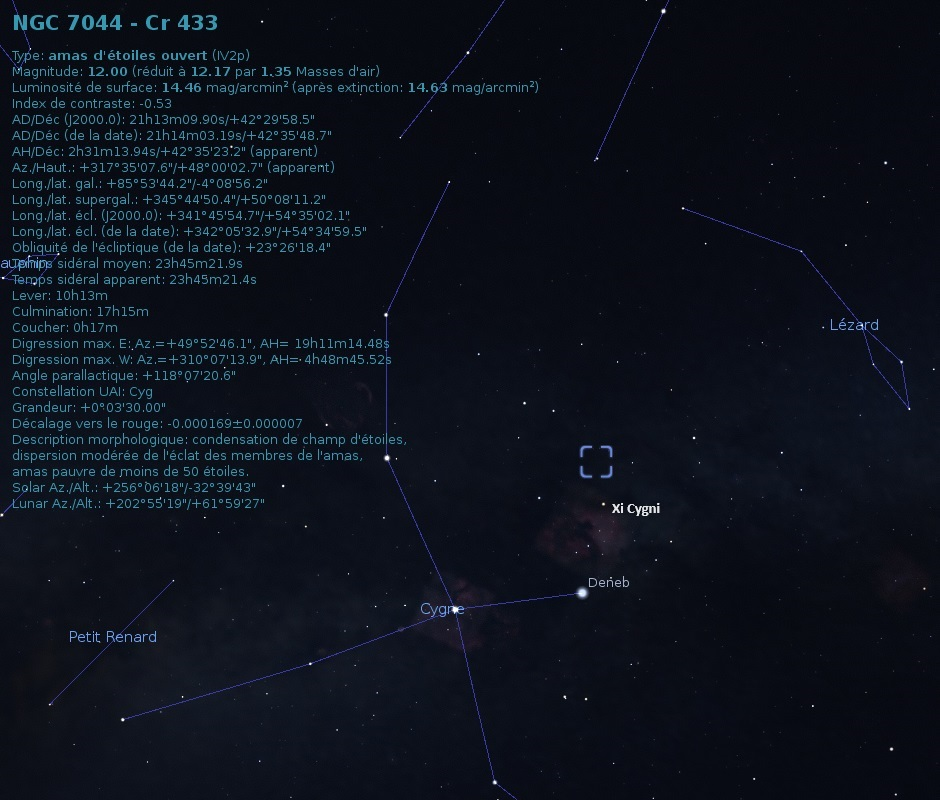
Emplacement de NGC 7044 dans la constellation de Cygne (Stellarium).

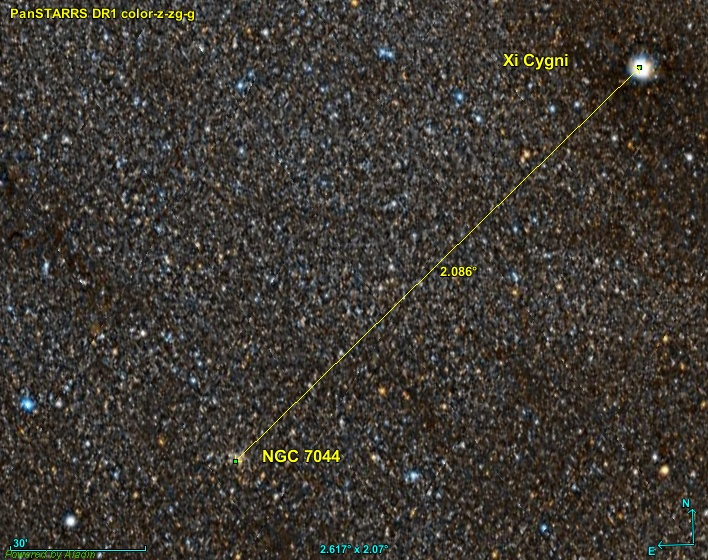
Position de NGC 7044 par rapport Xi Cygni.

NGC 7044 est situé à environ 2,1 degrés au sud-est de l'étoile Xi Cygni.

## Caractéristiques

### Distance et vitesse
La base de données Simbad indique quatre valeurs de la distance. Trois de ces valeurs sont très semblables et elles sont basées sur les mesures de la parallaxe réalisées par le satellite Gaia : environ 3 252 pc (∼10 600 al), environ 3 428 pc (∼11 200 al), 3 225 ± 150 pc (∼10 500 al) et environ 3 273,5 pc (∼10 700 al).
La taille apparente de l'amas est de 7' ou 6' (6,5 ± 0,5'), ce qui, compte tenu de la distance de 3 225 ± 150 pc et grâce à un calcul simple, équivaut à une taille réelle de 19,9 ± 2,5 al.
Quatre vitesses sont aussi indiquées sur la base de données Simbad et elles sont très semblables : −48,66 ± 0,43 km/s, −50,60 ± 2,18 km/s, −48,753 ± 0,772 km/s et −48,66 ± 0,43 km/s. La moyenne de ces valeurs est de −49,2 ± 1,0 km/s.

### Métallicité
Simbad rapporte trois valeurs de la métallicité provenant d'articles publiés entre 2012 et 2021 : -0,15, +0,01 et -0,189. Le pourcentage d'éléments lourds (plus lourd que l'hydrogène et l'hélium) de cet amas est donc compris entre 65% (10-0,189) et 102% (100,01) de celui du Soleil.

### Âge
Webda et Lynga indiquent un âge de 1,9 milliard d'années (log10=9,279),.

## Étoiles
NGC 7044 renferme au moins six étoiles traînardes bleues.
Simbad montre un bouton nommé Children. En cliquant sur ce bouton, on atteint une section de cette base de données qui renferme un tableau contenant 742 entrées pour NGC 7044. Cependant, des étoiles (les Children) peuvent apparaître plusieurs fois dans la deuxième colonne du tableau, d'où le nombre de liens bibliographiques qui est supérieure au nombre d'étoiles. La quatrième colonne de ce tableau indique la probabilité que l'étoile appartienne à l'amas. En cliquant sur le titre de cette colonne, on peut classer la probabilité par ordre croissant ou décroissant. En cliquant sur la désignation de l'étoile, on atteint la page de Simbad qui résume ses propriétés.